# Copeland Special
Copeland Special —  дебютный студийный альбом Джонни Коупленда, выпущенный в 1981 году. Лауреат 2nd Blues Music Awards 1981 года в номинации «Альбом года» .

## Об альбоме
Альбом был записан на Blank Tapes Studios в Нью-Йорке в 1977 году , но вышел лишь в 1981 году. Для записи альбома Кеном Ванге, пианистом, сочинявшего аранжировки духовых и Дэном Дойлом, продюсером, в основном работавшим в области джаза, которые «открыли» Джонни Коупленда, была приглашена впечатляющая группа джазовых исполнителей на духовых инструментах. Вышедший альбом «произвёл небольшую сенсацию в мире блюза» .  
Роберт Кристгау, поставив альбому оценку А- (очень хорошая пластинка. Если даже одна из её сторон не приносит постоянного и сильного удовлетворения, то обе включают несколько песен, которые это обеспечивают), сказал что: «Именно звёздная духовая секция (во главе с Джорджем Адамсом, Байардом Ланкастером и Артуром Блайтом) привлекает внимание к этому альбому, но любой, кто покупает блюзовые альбомы ради духовых секций, упускает суть. Коупленд может похвастаться навыками выше среднего и как вокалист, и как гитарист, что не так уж распространено (особенно среди дебютантов в возрасте 44 лет), но любой, кто покупает блюзовые альбомы ради навыков, действительно упускает суть. Суть в убедительности, более ощутимой здесь, чем в любом новом блюзе, который мне попадался со времен альбома Джонни Шайнса Too Wet to Plow 1977 года. Конечно, переданной этими навыками. И, вполне вероятно, вдохновлённой той звездной духовой секцией» . 
«Пластинка не передаёт замечательную сценическую энергию и динамизм г-на Коупленда. Этого блюзмена лучше один раз увидеть, чем сто раз услышать» 

## Список композиций
| №  | Название                        | Длительность |
| -- | ------------------------------- | ------------ |
| 1. | «Claim Jumper»                  | 3:30         |
| 2. | «I Wish I Was Single»           | 4:53         |
| 3. | «Everybody Wants A Piece Of Me» | 2:55         |
| 4. | «Copeland Special»              | 3:08         |
| 5. | «It´s My Own Tears»             | 4:49         |

| №   | Название              | Автор(ы)     | Длительность |
| --- | --------------------- | ------------ | ------------ |
| 6.  | «Third Party»         |              | 4:38         |
| 7.  | «Big Time»            |              | 3:00         |
| 8.  | «Down On Bended Knee» |              | 3:24         |
| 9.  | «Done Got Over It»    |              | 2:04         |
| 10. | «St. Louis Blues»     | Уильям Хэнди | 7:04         |

## Участники записи
- Джонни Коупленд — вокал, гитара

- Джон Лейбман — гитара
- Энтони Браун — электроорган (A2, A5)
- Кен Вангел — фортепиано, аранжировки
- Артур Блайт   — альт-саксофон
- Бёрд Ланкастер   — альт-саксофон, тенор-саксофон
- Джо Ригби   — баритон-саксофон
- Джордж Адамс  — сопрано-саксофон, тенор-саксофон
- Билл Охаши — тромбон
- Гарретт Лист — тромбон
- Джон Пратт — труба
- Юсеф Янси — труба
- Дон Уиткомб  — бас-гитара
- Кэнди Макдональд  — ударные (A1, A3, A5)
- Джулиан Вон  — ударные (B2)
- Мэнсфилд Хитчман — ударные (A2, A4, B1, B3 — B5)
- Бруклин Слим   — губная гармоника (A4)

Производство
- Дэн Дойл — продюсер
- Боб Бланк — звукооператор
- Джо Арлотта — звукооператор
- Пол Мафсон — звукооператор
- Стив Магнуссон — арт-директор
- Джон Кинан — фотография
- Фред Шруер — аннотация